# Captive State
Pour plus de détails, voir Fiche technique et Distribution.
Captive State ou État captif au Québec est un film de science-fiction américain coécrit, coproduit et réalisé par Rupert Wyatt, sorti en 2019.
Le film se déroule dans une ville de Chicago après une invasion par des extraterrestres. Le film reçoit des critiques mitigées et est un échec commercial et financier.

## Synopsis
En 2019, la Terre est envahie par des extraterrestres. Chicago, comme la plupart des grandes villes de la planète, est placée sous la loi martiale. Comme tant d'autres, les Drummond tentent de fuir en voiture. Les parents sont « vaporisés » sous les yeux de leurs fils, Gabriel et Rafe.
En 2027, neuf ans après, la Terre est désormais sous le contrôle total des extraterrestres, appelés les « Législateurs ». La vie est compliquée à Chicago, notamment au sein du quartier de Near West Side. Depuis la disparition de son grand-frère, Gabriel tente de survivre malgré les restrictions en vigueur. Tous les Humains travaillent pour les extraterrestres. Certains sont chargés de construire d'énormes bases souterraines pour l'habitat des Législateurs. D'autres, comme Gabriel, sont chargés de trier et classer des vidéos privées des humains. Dans l'ombre, un réseau de résistants, Phoenix, s'est constitué et prépare un attentat. Ses membres sont traqués par le Chicago Police Department, dirigé par William Mulligan.

## Fiche technique
Sauf indication contraire, les informations mentionnées dans cette section peuvent être confirmées par les bases de données cinématographiques IMDb et Allociné,  présentes dans la section « Liens externes ».
- Titre original et français : Captive State
- Titre québécois : État captif[1]
- Réalisation : Rupert Wyatt
- Scénario : Erica Beeney et Rupert Wyatt
- Musique : Rob Simonsen
- Direction artistique : Chris Cleek et Dawn Swiderski
- Décors : Keith P. Cunningham
- Costumes : Abby O'Sullivan
- Photographie : Alex Disenhof
- Son : Chris Chae, Paul Hsu, Jesse McAlpin
- Montage : Andrew Groves
- Production : David Crockett et Rupert Wyatt
  - Production déléguée : Jonathan King, Ron Schmidt, Adam Simon et Jeff Skoll
  - Production associée : Jacquelyn Carr
  - Coproduction : Jeff Valeri
- Sociétés de production : Amblin Partners, Dreamworks Pictures (Storyteller Distribution Co. LLC détenteur des droits d'auteur), Lightfuse & Gettaway et Participant
- Sociétés de distribution : Focus Features (États-Unis) ; Universal Pictures Canada (Canada) ; Metropolitan Filmexport (France) ; Impuls Pictures (Suisse romande) ; WW Entertainment (Belgique)
- Budget : 25 millions USD[2],[3]
- Pays de production :  États-Unis
- Langue originale : anglais
- Format : couleur — Digital — 2,39:1 — son Dolby Digital (5.1 surround)
- Genre : science-fiction, thriller, action, épouvante-horreur
- Durée : 109 minutes
- Dates de sortie[4] :
  - États-Unis, Québec : 15 mars 2019[1]
  - France, Suisse romande : 3 avril 2019[5],[6]
  - Belgique : 2019[7]
- Classification[8] :
  - États-Unis : accord parental recommandé, film déconseillé aux moins de 13 ans (PG-13 - Parents Strongly Cautioned)[N 1]
  - France : tous publics avec avertissement[9],[N 2]
  - Belgique : tous publics (Alle Leeftijden)[7]
  - Suisse romande : interdit aux moins de 12 ans[10]
  - Québec : 13 ans et plus (13+ / 13 years and over)[1]

## Distribution
- John Goodman (VF : Jacques Frantz ; VQ : Yves Corbeil) : William Mulligan
- Vera Farmiga (VF : Virginie Méry ; VQ : Valérie Gagné) : Jane Doe / Priscilla Scott
- Ashton Sanders (VF : Diouc Koma ; VQ : Marc-André Brunet) : Gabriel Drummond
- Jonathan Majors (VF : Daniel Lobé ; VQ : Fayolle Jean Jr.) : Rafe Drummond
- Alan Ruck (VF : Philippe Catoire) : Charles Rittenhouse
- Kevin Dunn (VF : Jacques Bouanich ; VQ : Sylvain Hétu) : Eugene Ingoe
- James Ransone (VF : Charles Uguen ; VQ : Benoit Éthier) : Patrick Ellison
- Machine Gun Kelly (VF : Alexis Tomassian) : Jurgis
- Madeline Brewer (VF : Bénédicte Bosc) : Rula
- Ben Daniels (VF : Hervé Caffin) : Daniel
- D. B. Sweeney : Levitt
- Kevin J. O'Connor (VF : Yann Guillemot) : Kermode
- KiKi Layne : Carrie
- Marc Grapey (VF : Boris Rehlinger) : le maire Ed Lee
- David J. Height : le maître de la cérémonie

Sources et légende: version française (VF) sur RSDoublage et version québécois (VQ) sur Doublage Québec

## Production

### Genèse et développement
En août 2016, il est annoncé que Rupert Wyatt réalisera un film de science-fiction intitulé Captive State, d'après un scénario qu'il a lui-même écrit avec sa compagne, Erica Beeney. Il est ensuite annoncé que Participant Media produira le film avec Amblin Partners, alors que Focus Features distribuera le film aux États-Unis tandis qu'Entertainment One décroche les droits pour le Royaume-Uni, la Nouvelle-Zélande et l'Australie.
Dans le making-of du film, Rupert Wyatt révèle qu'il a été influencé par la Résistance française pour écrire le scénario, notamment par Jean-Pierre Melville, lui-même ancien résistant, et particulièrement de son film L'Armée des ombres (1969) :

« Jean-Pierre Melville est l’un de mes cinéastes préférés. Il a été membre de la Résistance française pendant la Seconde Guerre mondiale et pendant toute sa carrière, il a voulu raconter des histoires de contestation et de lutte contre une puissance occupante. L'Armée des ombres est un film centré sur les personnages, une œuvre extraordinaire. Il représente à bien des égards la quintessence du cinéma français classique, mais il est tourné comme un film noir. Il a été une grande source d’inspiration, tout comme la bataille d'Alger. »

Par ailleurs, la chef costumière Abby O’Sullivan s'est quant à elle inspiré du « style urbain des années 1970 », notamment des films comme Mean Streets (1973) de Martin Scorsese mais également de films plus récents comme La Cité de Dieu (2002) de Fernando Meirelles et Kátia Lund et La Haine de Mathieu Kassovitz.

### Attribution des rôles
John Goodman décroche le premier rôle en novembre 2016. Un mois plus tard, il est rejoint par Ashton Sanders. En janvier 2017, c'est au tour de Vera Farmiga et du rappeur Machine Gun Kelly de rejoindre la distribution. En février 2017, Kevin Dunn obtient un rôle secondaire. Madeline Brewer rejoint ensuite la distribution. En mars 2017, Ben Daniels confirme sa participation sur Twitter.
John Goodman retrouve Rupert Wyatt qui l'avait dirigé dans The Gambler (2014).

### Tournage
Le tournage débute le 15 février 2017 à Chicago dans l'Illinois. L'équipe tourne notamment dans le centre-ville, dans le Lower West Side, dans l’immeuble du Chicago Tribune (la Tribune Tower), près de la rivière Chicago, sur les rives du lac Michigan et encore dans  au stade du Soldier Field.

## Accueil

### Accueil critique
Le film reçoit des critiques mitigées. Sur l'agrégateur américain Rotten Tomatoes, il récolte 44% d'opinions favorables pour 78 critiques et une note moyenne de 5,4⁄10. Sur Metacritic, il obtient une note moyenne de 54⁄100 pour 19 critiques.
En France, le film obtient une note moyenne de 2,8⁄5 sur le site AlloCiné, qui recense 21 titres de presse. Dans Les Fiches du cinéma, on peut notamment lire « Un film de SF tenu et à la modestie louable, mais au récit quelque peu prévisible et à l’esprit de sérieux dommageable ». Pour Libération « cet univers très laqué tient plus de la boule de neige souvenir bien fermée que d’une proposition radicalement novatrice ».

### Box-office
Le film est un échec cuisant au box-office. Il récolte moins de 9 millions de dollars dans le monde, pour un budget de production d'environ 25 millions.
| Pays ou région    | Box-office      | Date d'arrêt du box-office | Nombre de semaines |
| ----------------- | --------------- | -------------------------- | ------------------ |
| États-Unis Canada | 5 958 315 $     | 4 avril 2019               | 3                  |
| France            | 112 911 entrées |                            | -                  |
| Total mondial     | 8 808 611 $     | -                          | -                  |

## Nominations
- Golden Trailer Awards[31] :
  - Golden Fleece de la meilleure bande-annonce
  - Prix Don LaFontaine de la meilleure voix off

## Éditions en vidéo
- En France, le film Captive State est sorti en DVD et Blu-ray le 3 août 2019[32],[33], ainsi qu'en VOD le 13 octobre 2019[5].
- Au Québec, le film est sorti en DVD / Blu-ray le 11 juin 2019[34].